# César Abel Romero
César Abel Romero (Merlo, Provincia de Buenos Aires, 25 de junio de 1955 - Buenos Aires, Argentina; 23 de julio de 1984) fue un boxeador argentino de la categoría peso mediano que destacó en la década de 1980.

## Biografía
Apodado "La Bestia" por su derecha letal, se crio junto a su madre, una ama de casa, su padre, un chapista y ferrocarrilero y a sus siete hermanos. Trabajó desde chico en una cancha de golf, fue chapista en Uruguayana, sodero, repartidor de vinos.
Romero fue ladrón antes que boxeador ya que había sido detenido por primera vez a los 11 años y luego estuvo preso en los penales de Mercedes, Olmos y Villa Devoto. En la cárcel empezó a aprender a luchar con los puños. En 1978 cuando tenía 23 años, recuperó la libertad y le prometió a su madre que no volvería a caer preso se decidió por el boxeo.
Carlos Bilardo fue su padrino deportivo, hasta supo postergar un partido a Brasil para poder verlo en el Luna Park, cuando todos los jugadores ya habían viajado.
Solía tener una fortaleza física fuera de lo normal, al punto que alguna vez sufrió una fractura expuesta de tibia y peroné y a los 45 días estaba peleando.

## Carrera
Debutó profesionalmente el 20 de marzo de 1982 al luchar contra el boxeador Víctor Robledo. 
Luchó en diferentes sitios del país entre ellas las provincias de Chubut, Entre Ríos, Jujuy y en ciudades y localidades bonaerenses como Mar del Plata, Pergamino y Mar de Ajó. El 13 de mayo de 1983 peleó contra Héctor Pedro Rohr en el Club Echagüe de Paraná.
En Montevideo, Uruguay luchó victoriosamente el 30 de julio de 1983 contra José María Flores Burlón noqueándolo en el segundo round, y meses después, el 9 de diciembre lo hizo contra el boxeador Hugo Horacio Carriego.
En apenas 20 combates se ubicó en el sexto lugar del ranking del Consejo Mundial de Boxeo, logrando 7 KO consecutivos. El 9 de junio de 1984 un mes antes de su debut en Europa, peleó por última vez en el Luna Park cuando fue el primero en derrotar a Juan Carlos Giménez. Se despidió con un triunfo alentador. El 14 de julio de ese año dejó en Monte Carlo, Mónaco su oportunidad de quitarle el título de los medios pesados al campeón mundial Michael Spinks al perder puntos con el boxeador Fulgencio Obelmejías. Llegó a Buenos Aires el lunes 16 en una situación económica precaria . Apenas 9 días después volvió a las andadas.

"En el boxeo no se gana plata"

“A mí la plata no me interesa; me interesa que a mis hijos no les falte nada”

 supo decir en su última entrevista a la prensa.

## Asalto y tragedia
El lunes 23 de julio de 1984  a las 11.00 hs, César Romero cayó muerto tras un brutal enfrentamiento con la policía. Esa noche había robado con su banda un auto en Ramos Mejía dos millones y medio de pesos en una empresa en Villa Madero y cien mil en otra de Isidro Casanova. Al salir los esperaba la policía. Romero, su hermano mayor y dos cómplices (uno apodado "Pichi") murieron durante el tiroteo que duró 40 min. Los otros cuatro delincuentes huyeron con parte del botín. Romero falleció en el acto acribillado por 8 balas policiales, el cual lo descubrieron por su cuerpo cubierto por 32 tatuajes. El más visible de ellos era un águila que se hizo a los 14 años, porque según el sintetizaba la libertad en su estado máximo. Al lado de su cadáver quedó tirado su fusil.
Romero que tenía 2 hijos solía decir 

"Cuando subo al ring pienso en mis hijos... Si pudiera, al otro lo mataría".

En el momento que murió, Tito Lectoure lo estaba esperando en el Luna Park para pagarle los U$S 5000- de su pelea con Obelmejias.